# Francisco de Meneses y Bravo de Saravia
Don Francisco de Meneses y Bravo de Saravia (Santiago de Chile, 1669-Madrid, 1723) desempeñó varios cargos en la América virreinal, entre otros el de Presidente de la Real Audiencia de Santafé de Bogotá (1712-15).
Fue capitán de Infantería y capitán general del virrey del Perú; posteriormente alcanzó la gobernación de la isla de Trinidad y de la Guayana. En Santafé organiza un pequeño cuerpo de policía y dispone la construcción de un puente sobre el río Bosa. Por poco tiempo fue excomulgado junto con algunos oidores y el fiscal de la Audiencia, por violar "las inmunidades y libertad eclesiástica". En septiembre de 1715, la Audiencia puso final al gobierno del presidente al apresarlo, embargar sus bienes y confinarlo al castillo de San Luis de Bocachica en Cartagena de Indias. En 1717 la Corona reacciona nombrando un nuevo presidente; al mismo tiempo investiga a los oidores y funcionarios reales, castigando a los principales responsables con la cárcel, el destierro y la prohibición por seis años de ejercer empleo togado. Meneses fue declarado inocente de las imputaciones formuladas por los oidores; en 1717 se le reintegra a su empleo, pero se le notifica que regrese a España. Murió en Madrid de 1723.
Su padre, Francisco de Meneses Brito, fue gobernador de Chile (1664 - 1668) y tuvo dos hijos que fueron sucesivamente gobernadores de la Capitanía General de Yucatán: Fernando de Meneses y Bravo de Saravia, de 1708 a 1712 y Alonso de Meneses y Bravo de Saravia, de 1712 a 1715. Descendiente directo de Melchor Bravo de Saravia y Sotomayor, que pertenecía al linaje de los Bravo de Saravia familia de caballeros relacionada con  Los Doce Linajes de Soria
| Predecesor: Diego Córdoba Lasso de la Vega | Presidente de la Real Audiencia de Santafé de Bogotá 1712-1715 | Sucesor: Francisco del Rincón |